# Santillana
Carlos Alonso González, ismertebb nevén Santillana (Santillana del Mar, 1952. augusztus 23. –) spanyol labdarúgó, a Real Madrid korábbi kiváló csatára.

## Pályafutása
Pályafutását a Racing Santandernél kezdte, 1971-ben került a Real Madridhoz, amelynek emblematikus figurájává vált. 18 éven keresztül volt a klub játékosa, ezzel klubrekorder holtversenyben Francisco Gento (1953–1971), Miguel Angel González (1968–1989, megszakítással) és Manuel Sanchís Hontiyuelo (1983–2001) társaságában.
Kilenc bajnoki címet szerzett, négyszer nyerte meg a Spanyol Kupát, egyszer a Spanyol Szuperkupát, egyszer a Ligakupát, kétszer az UEFA-Kupát.
A Real Madrid színeiben 461 mérkőzésen 186 gólt szerzett
A spanyol válogatottban 56 mérkőzést játszott, ezeken 15 gólt szerzett.
1984-ben Eb ezüstérmes lett.

## Sikerei, díjai
- bajnok: 1972, 1975, 1976, 1978, 1979, 1980, 1986, 1987, 1988, 1989
- kupagyőztes: 1974, 1975, 1980, 1982
- szuperkupa-győztes: 1988
- Ligakupa-győztes 1985
- UEFA-kupa-győztes 1985, 1986

## Statisztikái

### Klubokban
| Klub             | Szezon         | Liga            | Liga  | Nemzeti kupa    | Nemzeti kupa | Európai         | Európai | Összesen        | Összesen |
| Klub             | Szezon         | Pályára lépések | Gólok | Pályára lépések | Gólok        | Pályára lépések | Gólok   | Pályára lépések | Gólok    |
| ---------------- | -------------- | --------------- | ----- | --------------- | ------------ | --------------- | ------- | --------------- | -------- |
| Racing Santander | 1970–71        | 35              | 16    | 1               | 0            | 0               | 0       | 36              | 16       |
| Racing Santander | Összesen       | 35              | 16    | 1               | 0            | 0               | 0       | 36              | 16       |
| Real Madrid      | 1971–72        | 34              | 10    | 6               | 3            | 4               | 2       | 44              | 15       |
| Real Madrid      | 1972–73        | 29              | 10    | 0               | 0            | 6               | 5       | 35              | 15       |
| Real Madrid      | 1973–74        | 18              | 3     | 6               | 6            | 0               | 0       | 24              | 9        |
| Real Madrid      | 1974–75        | 32              | 17    | 7               | 3            | 4               | 3       | 43              | 23       |
| Real Madrid      | 1975–76        | 30              | 12    | 2               | 1            | 7               | 5       | 39              | 18       |
| Real Madrid      | 1976–77        | 30              | 12    | 2               | 0            | 4               | 1       | 36              | 13       |
| Real Madrid      | 1977–78        | 34              | 24    | 6               | 4            | 0               | 0       | 40              | 28       |
| Real Madrid      | 1978–79        | 33              | 18    | 11              | 6            | 4               | 2       | 48              | 26       |
| Real Madrid      | 1979–80        | 33              | 23    | 6               | 3            | 8               | 3       | 47              | 29       |
| Real Madrid      | 1980–81        | 31              | 13    | 4               | 1            | 8               | 3       | 43              | 17       |
| Real Madrid      | 1981–82        | 20              | 9     | 3               | 0            | 5               | 2       | 28              | 11       |
| Real Madrid      | 1982–83        | 27              | 9     | 12              | 13           | 9               | 8       | 48              | 30       |
| Real Madrid      | 1983–84        | 31              | 13    | 8               | 3            | 2               | 1       | 41              | 17       |
| Real Madrid      | 1984–85        | 22              | 4     | 7               | 3            | 8               | 5       | 37              | 12       |
| Real Madrid      | 1985–86        | 27              | 4     | 8               | 5            | 9               | 5       | 44              | 14       |
| Real Madrid      | 1986–87        | 18              | 1     | 2               | 1            | 5               | 2       | 25              | 4        |
| Real Madrid      | 1987–88        | 12              | 4     | 7               | 4            | 4               | 0       | 23              | 8        |
| Real Madrid      | Összesen       | 461             | 186   | 97              | 56           | 87              | 47      | 645             | 289      |
| Teljes karrier   | Teljes karrier | 496             | 202   | 98              | 56           | 87              | 47      | 681             | 305      |

### A válogatottban
| #   | Dátum                       | Helyszín                                  | Ellenfél    | Gól | Végeredmény | Verseny                               |
| --- | --------------------------- | ----------------------------------------- | ----------- | --- | ----------- | ------------------------------------- |
| 1.  | 1975. november 16.          | Nemzeti Stadion, Bukarest, Románia        | Románia     | 0–2 | 2–2         | 1976-os Európa-bajnokság-selejtező    |
| 2.  | 1976. április 24.           | Vicente Calderón, Madrid, Spanyolország   | NSZK        | 1–0 | 1–1         | 1976-os Európa-bajnokság-selejtező    |
| 3.  | 1978. október 4.            | Maksimir, Zágráb, Jugoszlávia             | Jugoszlávia | 0–2 | 1–2         | 1980-as Európa-bajnokság-selejtező    |
| 4.  | 1978. december 13.          | El Helmántico, Salamanca, Spanyolország   | Ciprus      | 3–0 | 5–0         | 1980-as Európa-bajnokság-selejtező    |
| 5.  | 1978. december 13.          | El Helmántico, Salamanca, Spanyolország   | Ciprus      | 5–0 | 5–0         | 1980-as Európa-bajnokság-selejtező    |
| 6.  | 1979. december 9.           | Tsirion, Limassol, Ciprus                 | Ciprus      | 0–2 | 1–3         | 1980-as Európa-bajnokság-selejtező    |
| 7.  | 1983. április 27.           | La Romareda, Zaragoza, Spanyolország      | Írország    | 1–0 | 2–0         | 1984-es Európa-bajnokság-selejtező    |
| 8.  | 1983. november 16.          | De Kuip, Rotterdam, Hollandia             | Hollandia   | 1–1 | 2–1         | 1984-es Európa-bajnokság-selejtező    |
| 9.  | December 1983. december 21. | Benito Villamarín, Sevilla, Spanyolország | Málta       | 1–0 | 12–1        | 1984-es Európa-bajnokság-selejtező    |
| 10. | 1983. december 21.          | Benito Villamarín, Sevilla, Spanyolország | Málta       | 2–1 | 12–1        | 1984-es Európa-bajnokság-selejtező    |
| 11. | 1983. december 21           | Benito Villamarín, Sevilla, Spanyolország | Málta       | 3–1 | 12–1        | 1984-es Európa-bajnokság-selejtező    |
| 12. | 1983. december 21.          | Benito Villamarín, Sevilla, Spanyolország | Málta       | 9–1 | 12–1        | 1984-es Európa-bajnokság-selejtező és |
| 13. | 1984. április 11.           | Luis Casanova, Valencia, Spanyolország    | Dánia       | 1–1 | 2–1         | Barátságos mérkőzés                   |
| 14. | 1984. május 26.             | Charmilles, Genf, Svájc                   | Svájc       | 0–1 | 0–4         | Barátságos mérkőzés                   |
| 15. | 1984. június 17.            | Vélodrome, Marseille, Franciaország       | Portugália  | 1–1 | 1–1         | 1984-es Európa-bajnokság              |